# UFC Live: Jones vs. Matyushenko
UFC Live: Jones vs. Matyushenko (también conocido como UFC on Versus 2) fue un evento de artes marciales mixtas celebrado por Ultimate Fighting Championship el 1 de agosto de 2010 en el San Diego Sports Arena, en San Diego, California.

## Historia
Jim Miller y Gleison Tibau estaban listos para pelear en este evento, pero la pelea fue movida a UFC Fight Night: Marquardt vs. Palhares el mes siguiente, donde Miller ganó por decisión unánime.
Dos peleas fueron trasladadas a este evento debido a problemas de visado, Paul Kelly vs. Jacob Volkmann de UFC 116 y Darren Elkins vs. Charles Oliveira de The Ultimate Fighter 11 Finale.
Joe Stevenson Sufrió una lesión en la rodilla en un entrenamiento y no pudo luchar contra Takanori Gomi. Stevenson fue reemplazado por Tyson Griffin.
Willamy Freire también sufrió una lesión durante el entrenamiento, lo que obligó a la cancelación de su pelea con Thiago Tavares. Tavares después se retiraba de la tarjeta por completo.
"Big" John McCarthy fue el árbitro, la primera vez que arbitraba en un evento de UFC en casi 3 años.
DaMarques Johnson originalmente pesó 172,5 libras, 1,5 libras sobre el límite del peso. Después de haber recibido una hora para hacer el original de 171 libras límite, Johnson inclinó la balanza en 172 libras. Como resultado de ello, Johnson perdió el 20% de su cartera por la pelea.
El evento atrajo un estimado de 991,000 espectadores en Versus.

## Premios extra
Cada peleador recibió un bono de $40,000.
- Pelea de la Noche: Brian Stann vs. Mike Massenzio
- KO de la Noche: Takanori Gomi
- Sumisión de la Noche: Charles Oliveira